# OpenITCOCKPIT
openITCOCKPIT ist eine, mandantenfähige, in PHP entwickelte Weboberfläche zur Verwaltung der Service-Monitoring-Software Nagios oder Naemon. Ziel des Projektes ist es, eine benutzerfreundliche und leicht zu bedienende Oberfläche zu schaffen, um komplexe IT-Landschaften zu überwachen. Des Weiteren bietet openITCOCKPIT Möglichkeiten, abgesetzte Systeme (Distributed Monitoring) von einem zentralen Punkt aus zu verwalten.

## Funktionsweise
Über die openITCOCKPIT-Oberfläche oder seiner REST-API kann die Konfiguration für Nagios/Naemon erstellt werden. Dabei können Administratoren auf Host- oder Servicetemplates zurückgreifen. Der Admin hinterlegt alle wichtigen Daten im Template (welcher Check wo ausgeführt werden soll, wie oft, wer soll wann benachrichtigt werden usw.). Anschließend kann jeder Benutzer diese Templates verwenden, sodass auch unerfahrene Anwender mit openITCOCKPIT arbeiten können. Servicetemplates lassen sich zusätzlich in Gruppen zusammenfassen, um schneller damit arbeiten zu können.
Nachdem über das Frontend alle Einstellungen vorgenommen wurden: alle Checks erstellt, Kontakte angelegt, Benutzer importiert (Active Directory oder LDAP werden unterstützt) kann die Konfiguration mit einem „Export“ an Nagios/Naemon übergeben werden. Ab diesem Zeitpunkt werden die Services überwacht und der Status und die Graphen in der Oberfläche von openITCOCKPIT angezeigt.
openITCOCKPIT-Objekte (Mandanten, Standorte, Gerätegruppen, Berechtigungen, Kontakte, Dienste etc.), welche neu angelegt werden, werden in einer separaten Liste „Not monitored“ gelistet, solange die Konfiguration aktiviert (exportiert) wurde. In der V3 findet der Export im Hintergrund statt, sodass die Weboberfläche zu diesem Zeitpunkt für alle Benutzer nicht gesperrt ist. Alle Benutzer können ganz normal weiterarbeiten.

## Komponenten
Das Backend unterstützt folgende Engines: Checkmk, Nagios, Naemon, Mod-Gearman und Statusengine.

## Reports
openITCOCKPIT bietet verschiedene Reporting Arten. Der Instant Report zeigt eine Übersicht, wie lange ein Host oder Service im Status Ok, Warning, Critical oder unknown war. Auto Reports sind detaillierte Reports mit SLA Graph und Graphen zu jedem Service. Sie zeigen ebenfalls an, wie lange ein Host/Service nicht in Ordnung war, allerdings mit mehr Logik. Alle Reports sind im HTML- oder PDF-Format verfügbar.

## Timeline
Die „Timeline“ enthält alle Statusänderungen, gesendeten Benachrichtigungen, Bestätigungen und geplante Ausfallzeiten.

## Integration
Durch die offene RESTful-API lässt sich openITCOCKPIT an Ticketsysteme, CMDB, Configuration Management, Cloud Plattformen und SAP anbinden. Mit der Erweiterung der openITCOCKPIT API um die Readfunktionalität ist die REST API in Version 3 vollständig einsatzfähig.

## Drittanbieter-Software
Die Module Nagvis und pnp4nagios wurden in der V3 durch Module ersetzt, die eine bessere Skalierbarkeit und bessere Visualisierungsmöglichkeit bieten. Anstatt NagVis wird MapModul verwendet, das auch in großen Umgebungen gut skaliert. Das Modul pnp4nagios wurde durch eine Eigenentwicklung ersetzt, die eine ansprechendere Datenvisualisierung bietet. Beide Module integrieren sich besser in openITCOCKPIT und sind aufgrund ihrer übersichtlicheren Codebasis besser an die Anwenderanforderungen anpassbar.

## Systemvoraussetzungen
openITCOCKPIT benötigt einen Webserver mit geladener PHP-Erweiterung. Um den vollen Funktionsumfang nutzen zu können, müssen diverse PEAR-Pakete installiert und geladen werden. Die Entwickler empfehlen den Einsatz des Webservers Nginx.
Bei der Wahl des Betriebssystems muss zusätzlich beachtet werden, dass die Nagios-Software installiert werden kann.
Ab der Version 3 wird als Betriebssystem Ubuntu empfohlen. Für Ubuntu werden entsprechende Debian Pakete in einem eigenen Repository bereitgestellt.

## Kommerzielle Erweiterungen
Für Anwender, die openITCOCKPIT in großen Umgebungen betreiben wollen, bietet der Hersteller it-novum entsprechende Support-Pakete und Business-Add-ons an. Erweiterungen gibt es u. a. für Eventkorrelation, SAP (auf SAPCONTROL Webservice, nicht CCMS basierend), AS/400 bzw. iSeries/i5, Storage Management-Systeme (Netapp, Ceph, openATTIC).